# Saison 1983-1984 du Football Club auscitain
La saison 1983-1984 du Football Club auscitain est celle du retour en groupe B après une saison en groupe A.
Après avoir battu Colomiers en huitièmes de finale aller-retour, Auch échoue en quart de finale contre le Valence Sportif ce qui brise ses espoirs de remonter en groupe A.
L'équipe évolue cette saison sous les ordres de l’entraîneur Claude Peyrègne.
Jacques Brunel après avoir passé 1 an à Grenoble et 2 à Carcassonne revient au club et retrouve son poste d’arrière.
Le club échoue toutefois à remonter en groupe A.

## Les matchs de la saison

### Phases finales
| 1/8e (matchs aller-retour) | Résultat |
| -------------------------- | -------- |
| Auch-Colomiers             | 20-3     |
| Colomiers-Auch             | 12-18    |

| 1/4 (match simple) | Résultat |
| ------------------ | -------- |
| Auch-Valence       | ?        |

## Effectif
- Arrières : Jacques Brunel
- Ailiers : Philippe Lombardo, Vincent Romulus, Philippe Lazartigues
- Centres : Patrick Lafferière, Courbin, Gilles Boué
- Ouvreurs : Dall’Ava, Jean Tapie
- Demis de mêlées : Christian Martinez
- Troisièmes lignes centre : Patrick Salle-canne, Bernard Laffite
- Troisièmes lignes aile : Nart, Daniel De Inès, Bernard Agut
- Deuxièmes lignes : Jean-Pierre Dorique, Alain Weidler
- Talonneurs : Sdrigotti
- Piliers : Lafourcade, Pelissier, Joël Rocca